# Велика Рогозянка
Вели́ка Рогозя́нка — село в Золочівській громаді Богодухівського району Харківської області України. Населення становить 503 осіб.

## Географія
Село Велика Рогозянка знаходиться на березі річки Рогозянка, в, вище за течією примикає село Цапівка, нижче за течією на відстані 2 км розташоване село Гуринівка.

## Історія
За даними на 1864 рік у власницькому селі Рогозянка Харківського повіту мешкало 971 осіб (480 чоловічої статі та 491 — жіночої), налічувалось 150 дворових господарства.
Станом на 1914 рік село було центром Рогозянської волості, кількість мешканців зросла до 3720 осіб.
Село постраждало внаслідок голодомору, вчиненого урядом СССР у 1932—1933 роках, кількість встановлених жертв у Великій Рогозянці, Гуринівці та Сковородинівці — 48 людей.
19 жовтня 1941 року радянські війська були вибиті з Великої Рогозянки нацистськими військами
12 червня 2020 року, розпорядженням Кабінету Міністрів України № 725-р «Про визначення адміністративних центрів та затвердження територій територіальних громад Харківської області», увійшло до складу Золочівської селищної громади.
19 липня 2020 року, в результаті адміністративно-територіальної реформи та ліквідації Золочівського району, село увійшло до складу Богодухівського району.

## Населення

### Мова
Розподіл населення за рідною мовою за даними перепису 2001 року:
| Мова                | Відсоток |
| ------------------- | -------- |
| українська          | 94,24%   |
| російська           | 4,57%    |
| інші/не визначилися | 1,19%    |